# Hidroala

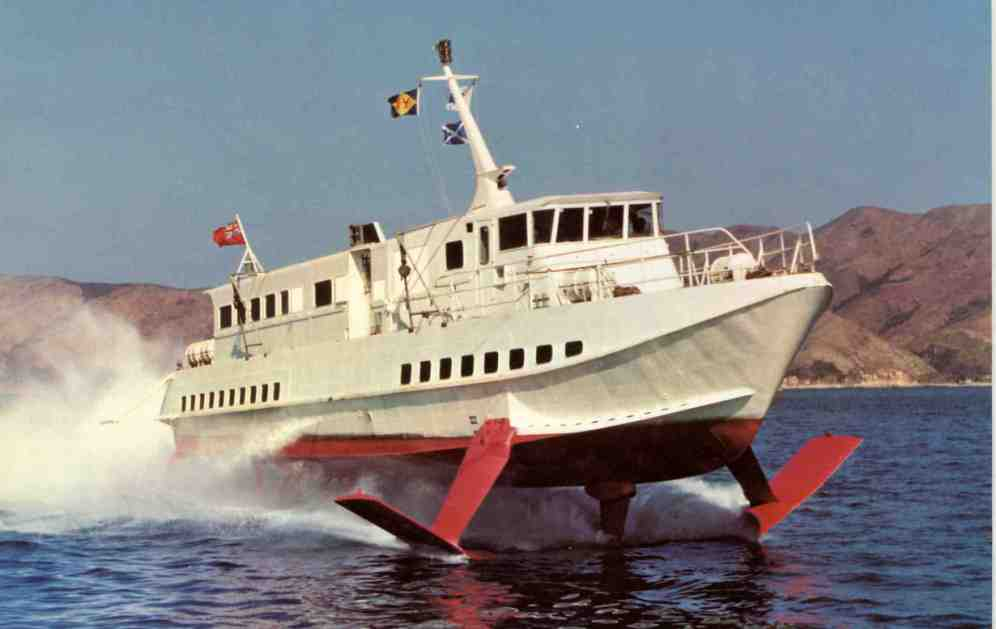
Un viejo modelo de hidroala desplazándose sobre sus "alas" de halcón.

Un hidroala (del inglés: hydrofoil) o alíscafo es un tipo de barco cuyo casco sobresale del agua cuando la velocidad es lo bastante elevada, gracias a la acción de un plano de sustentación o ala que funciona según el mismo principio que las alas de un avión pero en medio líquido, del orden de mil veces más denso que el aire. Esta técnica permite a los barcos aumentar su velocidad disminuyendo la fricción entre el casco y el agua, y evitando la resistencia por formación de olas.

## Historia

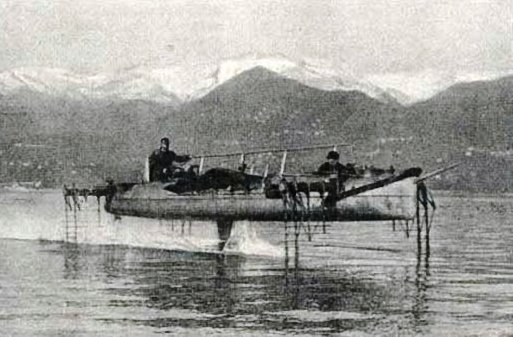
El hidroala de Forlanini navegando en el lago Maggiore, 1910.

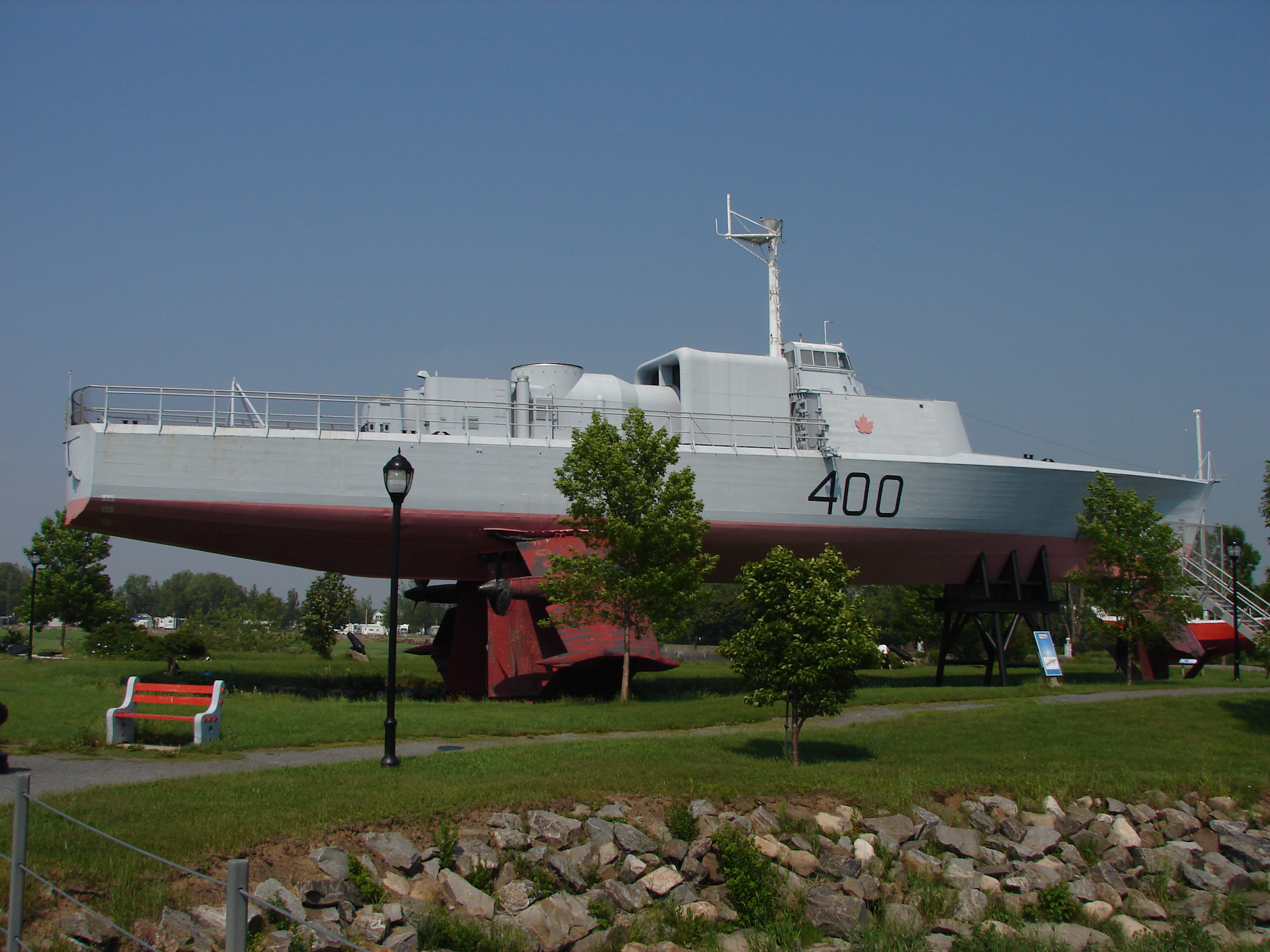
El HMCS Bras d'Or en el Museo Marítimo de Quebec.

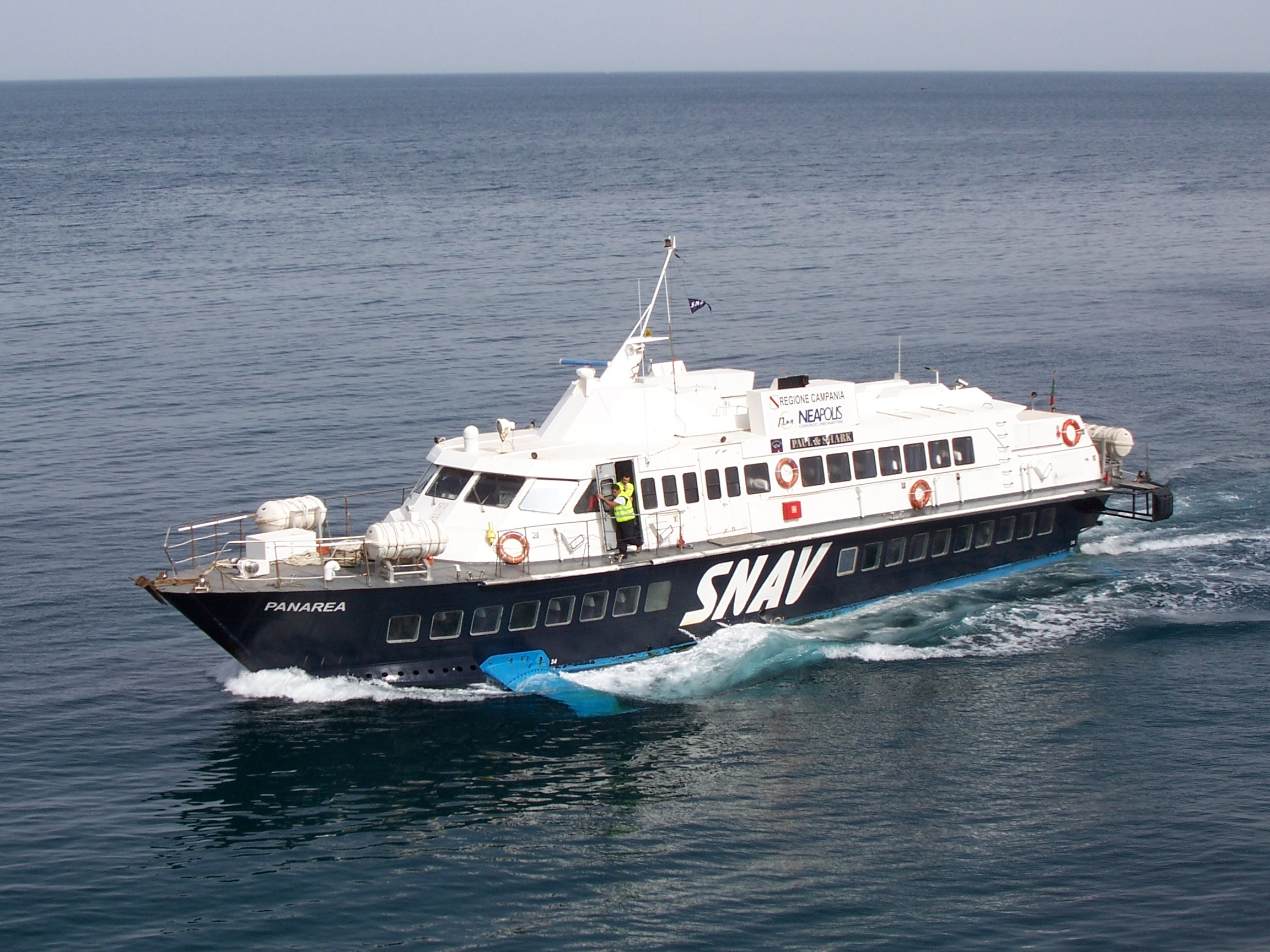
Hidroala en Italia.

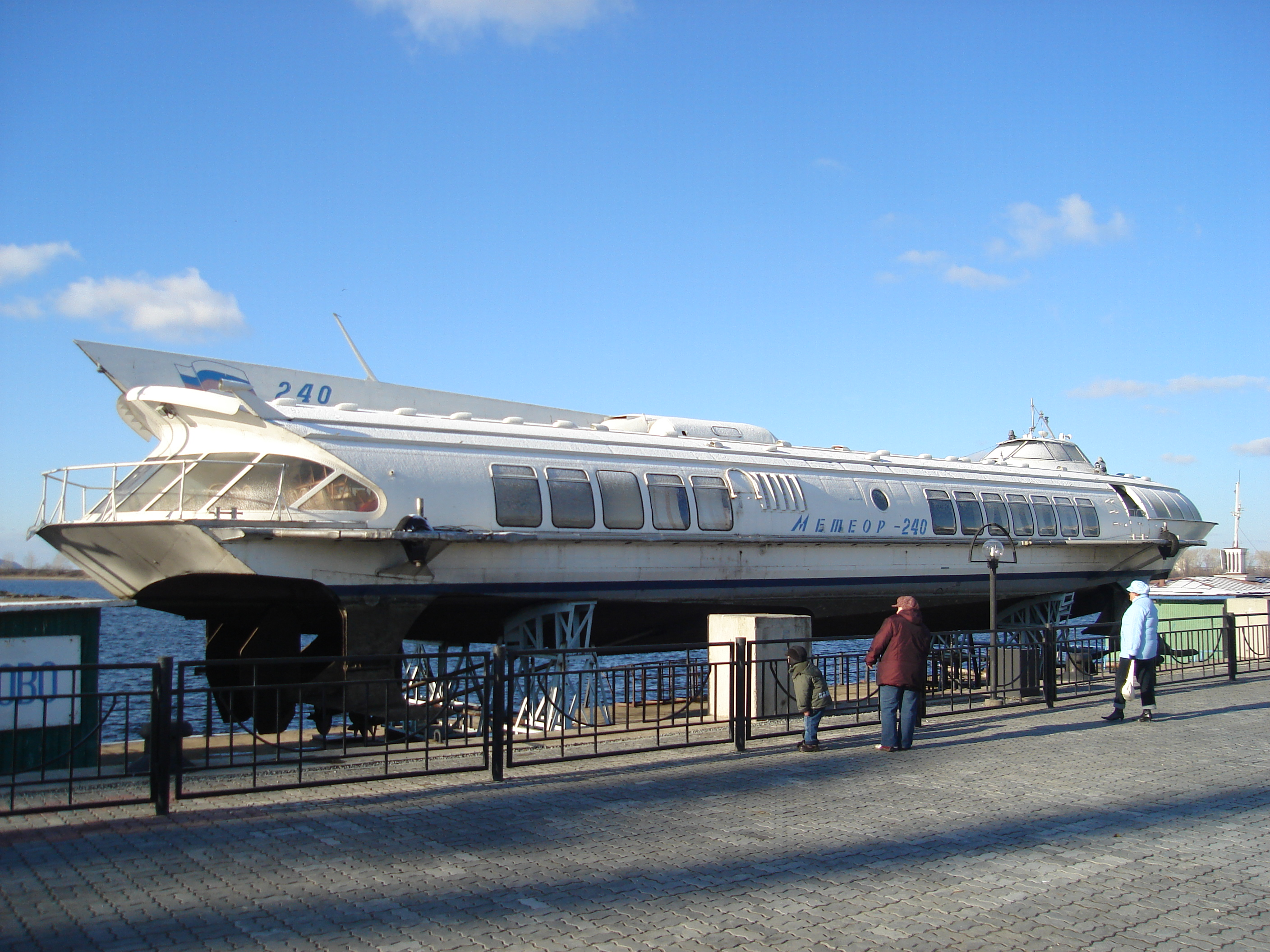
Un hidroala de la clase Meteor operando en el Volga es preparado para pasar el invierno en Kazán, Tatarstan, Rusia. En países donde los ríos se hielan durante el invierno, a menudo los hidroalas son sacados del agua, ya que el hielo puede dañar sus alas.

El inventor italiano Enrico Forlanini  comenzó a trabajar en hidroplanos en 1898 y utilizó un sistema de láminas en escalera. Forlanini obtuvo patentes en el Reino Unido y los Estados Unidos por sus ideas y diseños. Entre 1899 y 1901, el diseñador británico de barcos John Thornycroft trabajó en una serie de modelos con un casco escalonado y una única lámina de proa. En 1909 su compañía construyó un bote de 6,7 m de largo, el Miranda III, impulsado por un motor de 60 hp (45 kW). El posterior Miranda IV acreditó una velocidad de 35 nudos (65 km/h).
En 1906, un artículo en el número de marzo de la revista Scientific American escrito por el pionero de los hidroalas William E. Meacham explicaba los principios básicos de estos barcos. Alexander Graham Bell consideró entonces que la invención del hidroplano era un logro muy significativo. Tras leer el artículo de Meacham, Bell comenzó a esbozar los conceptos de lo que actualmente se conoce como un hidroala. Junto a Casey Baldwin, en el verano de 1908 comenzó sus ensayos. Baldwin estudió los trabajos del inventor italiano Enrico Forlanini y empezó a probar modelos basados en sus diseños, lo que le permitió junto a Bell el desarrollo del hidroala. Durante la gira mundial de Bell entre 1910 y 1911, él y Baldwin se encontraron con Forlanini en Italia.
Navegaron por el lago Maggiore en el hidroala de Forlanini y Baldwin describiría la experiencia como algo tan suave como volar. De regreso a Baddeck, en Nueva Escocia, se ensayaron varios prototipos hasta culminar en el HD-4. Usando motores Renault se alcanzó una velocidad máxima de 87 km/h, con una rápida aceleración, superando las olas sin dificultad, lográndose una buena gobernabilidad y mostrando una buena estabilidad. El informe de Bell a la Marina de los Estados Unidos le permitió obtener dos motores de 260 kW (350 CV). El 9 de septiembre de 1919 el HD-4 estableció un récord mundial de velocidad sobre el agua alcanzando los 114 km/h, récord que permaneció vigente durante diez años.

En Alemania, el barón von Schertel trabajó en el campo de los hidroalas en los años previos y durante la Segunda Guerra Mundial. Tras la misma, el equipo técnico de Schertel fue capturado por los soviéticos. Schertel se trasladó a Suiza, donde fundó la compañía Supramar AG. En 1952 Supramar botó el primer hidroala comercial, el PT10, en el Lago Maggiore, entre Suiza e Italia. El PT10 es del tipo surface-piercing, y era capaz de transportar a 32 pasajeros a una velocidad de 35 nudos. En 1968, el empresario Hussain Najadi adquirió Supramar AG y expandió su mercado hasta Japón, Hong Kong, Singapur, Reino Unido, Noruega y los Estados Unidos. La compañía estadounidense General Dynamics se convirtió en licenciataria de Supramar y El Pentágono premió su primer proyecto de investigación y desarrollo en el campo de super cavitación. La Hitachi Shipbuilding de Osaka (Japón) fue otra licenciataria de Supramar, así como muchas navieras y astilleros de países de la OCDE.
Entre 1952 y 1971, Supramar diseñó varios modelos de hidroala: PT20, PT50, PT75, PT100 y PT150. Salvo el PT150, todos eran del tipo surface-pirsin. Se construyeron más de 200 unidades de los modelos de Supramar, la mayoría de ellos por Rodriquez en Italia.
A finales de la década de 1960 la Marina Canadiense construyó y probó un hidroala de alta velocidad destinado a la lucha antisubmarina, el HMCS Bras d'Or (FHE 400), pero el proyecto fue abandonado debido a un cambio en las prioridades estratégicas del mando militar. El Bras d'Or era del tipo surface-piercing y durante las pruebas mostró un buen comportamiento, alcanzando una velocidad máxima de 63 nudos.
La Unión Soviética experimentó extensivamente con hidroalas, construyendo modelos para la navegación fluvial y ferries con diseños estilizados, especialmente durante las décadas de 1970 y 1980. Ejemplos de estos hidroalas son los barcos de la clase Raketa y la sucesora, la Meteor, de mayor tamaño o el más pequeño de la clase Voskhod, diseñados en la Oficina de Estudios Especiales (OKB)-Alexeiev, situada en Nizhny Nóvgorod y liderada por el ingeniero Rotislav Alexeiev, creador del ekranoplano.

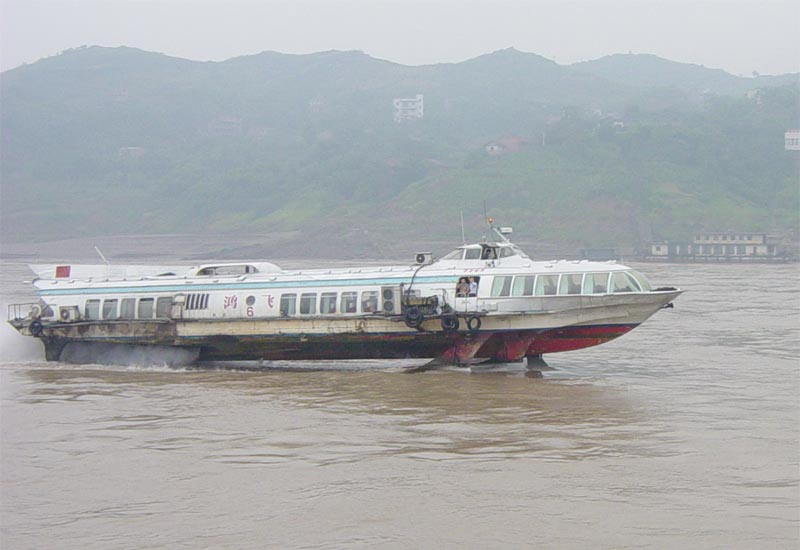
Hidroala dedicado al transporte fluvial de pasajeros en China.

## Principio de funcionamiento
El funcionamiento del hidroala se basa en obtener una fuerza que eleve el casco de la nave gracias a la sustentación generada por medio de un ala sumergida en el agua.
A baja velocidad, el hidroala se comporta como un barco convencional. A medida que la velocidad aumenta, la presión del agua bajo el ala, unida a la disminución de la presión que se forma sobre la misma genera una fuerza de sustentación opuesta al peso de la nave y una vez alcanzada cierta velocidad es suficiente para elevar completamente el casco sobre el agua. La única parte del barco que permanece sumergida, por supuesto, descontando las alas, son las hélices y el timón de dirección. Con el casco elevado sobre el agua, la única resistencia al avance es la que ofrecen las alas que lo mantienen elevado, que es mucho menor que la que ofrecería el casco sumergido navegando a la misma velocidad.

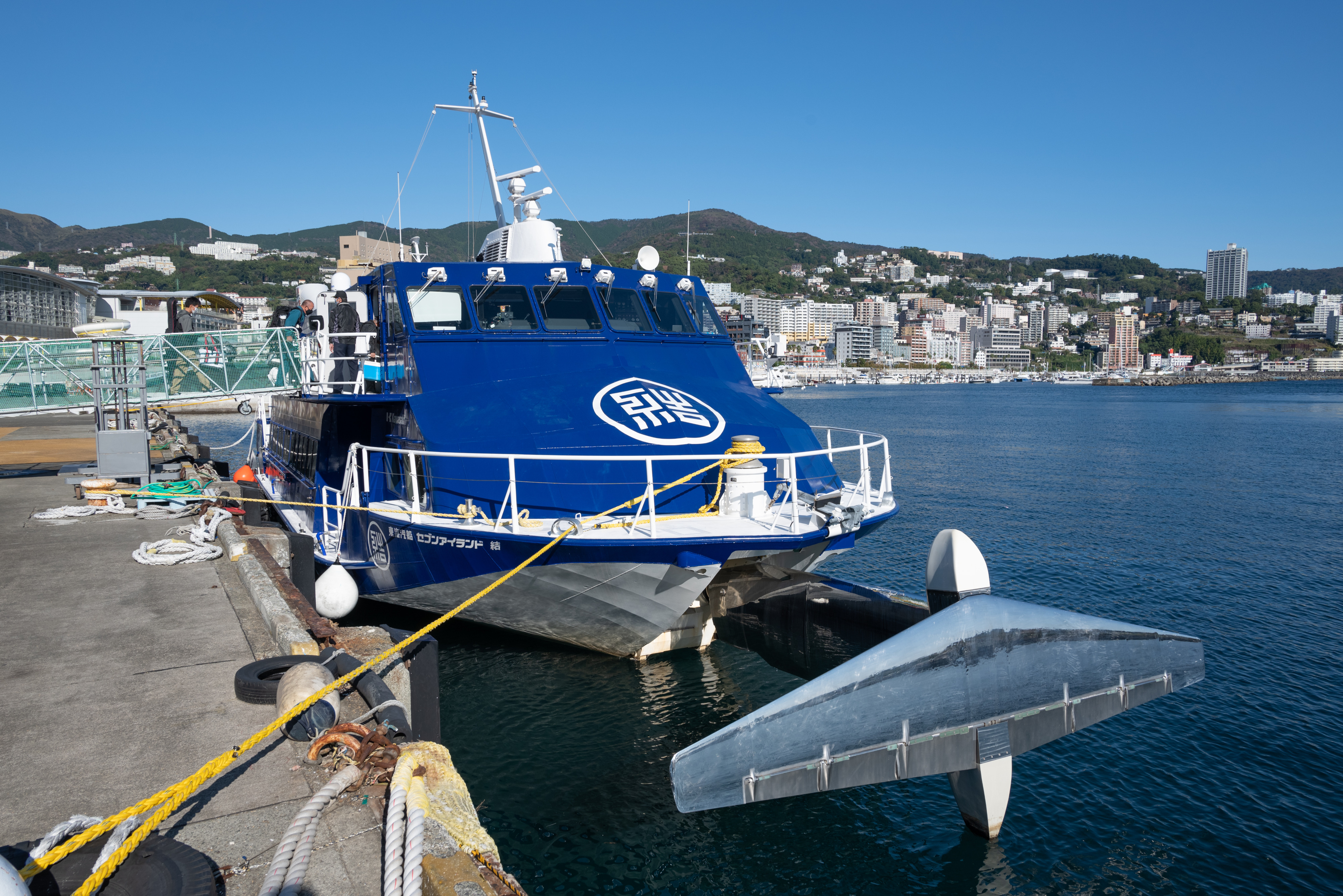
Transbordador hidroala en Atami (Japón)

### Usos civiles
En este tipo de barcos, la máxima eficiencia se consigue cuando la elevación sobre el agua es pequeña, por lo que su aplicación en el transporte de pasajeros está limitada a aguas relativamente tranquilas, resultando muy empleado como medio de transporte público en ríos y lagos.
En España fue empleado como medio de travesía rápida del estrecho de Gibraltar, uniendo regularmente los puertos de Algeciras y Tánger. Sin embargo, las especiales características climáticas de la zona (en invierno son frecuentes los fuertes temporales de viento que incluso llegan a impedir la navegación de los grandes ferries de pasajeros) limitaban excesivamente el uso de hidroalas. Esto, junto a la aparición de veloces catamaranes con mayor operatividad y pasaje, capaces de transportar también vehículos, motivó que las navieras que operaban en la zona suspendieran su servicio.
En Italia, las flotas más numerosas se encuentran en Campania (para el enlace con la isla del golfo) y en Sicilia (donde realizan el enlace marítimo de las islas Eolie, Egadi y Ustica).
En China y Rusia los hidroalas suponen un importante medio de transporte en lagos y grandes ríos navegables.
En Venezuela se usaron durante muchos años operados por la empresa Jet Caribe o Gran Cacique, cubriendo la ruta entre la Isla de Margarita y el continente (Puerto La Cruz o Cumaná). Se les conoció comúnmente como «lanchas rápidas». Dejaron de emplearse bajo el alegato de "daños a la fauna marina" (en particular a los delfines).

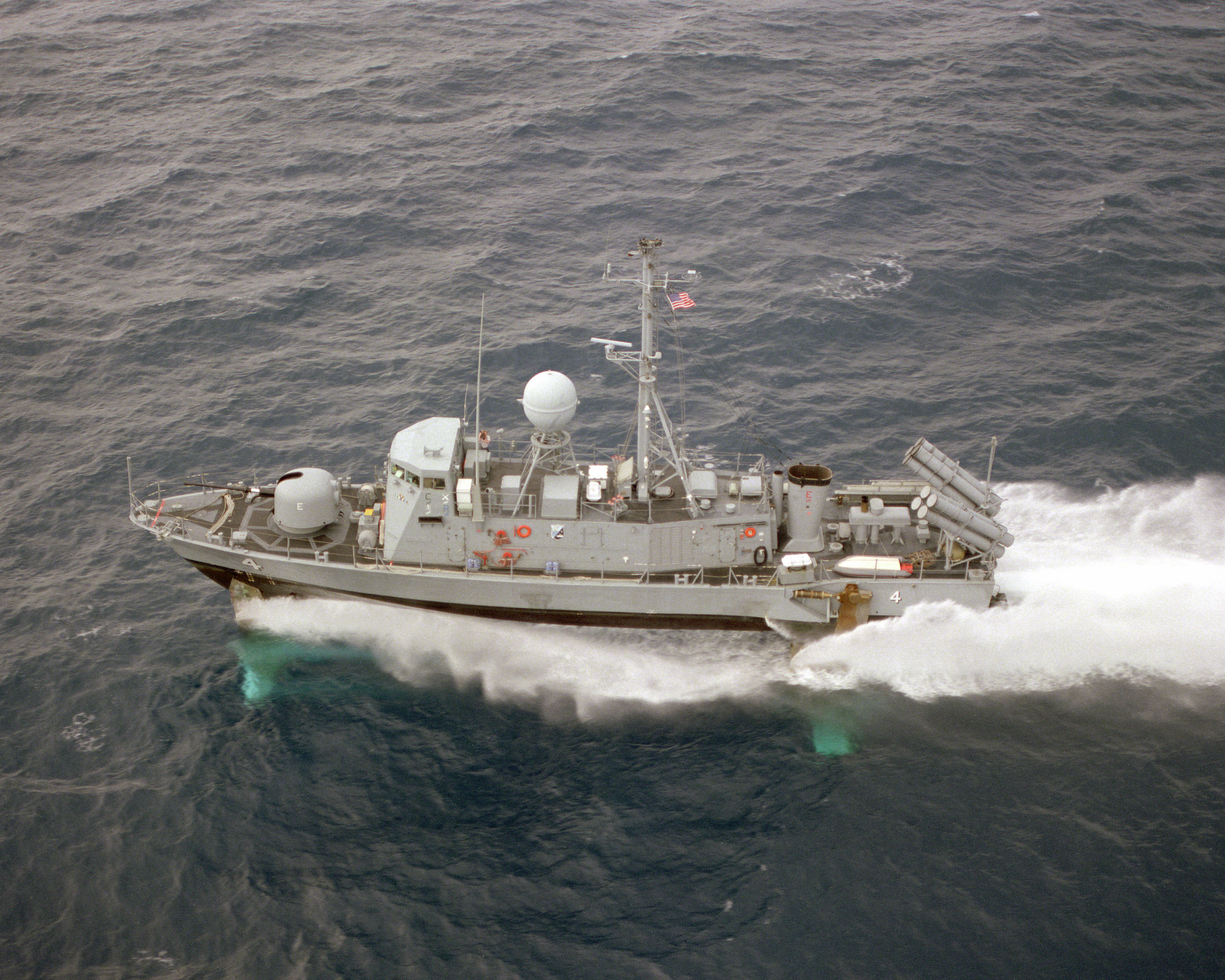
El USS Aquila, un hidroala militar de la Marina de los EE. UU. Bajo el agua pueden apreciarse las alas con forma de T.

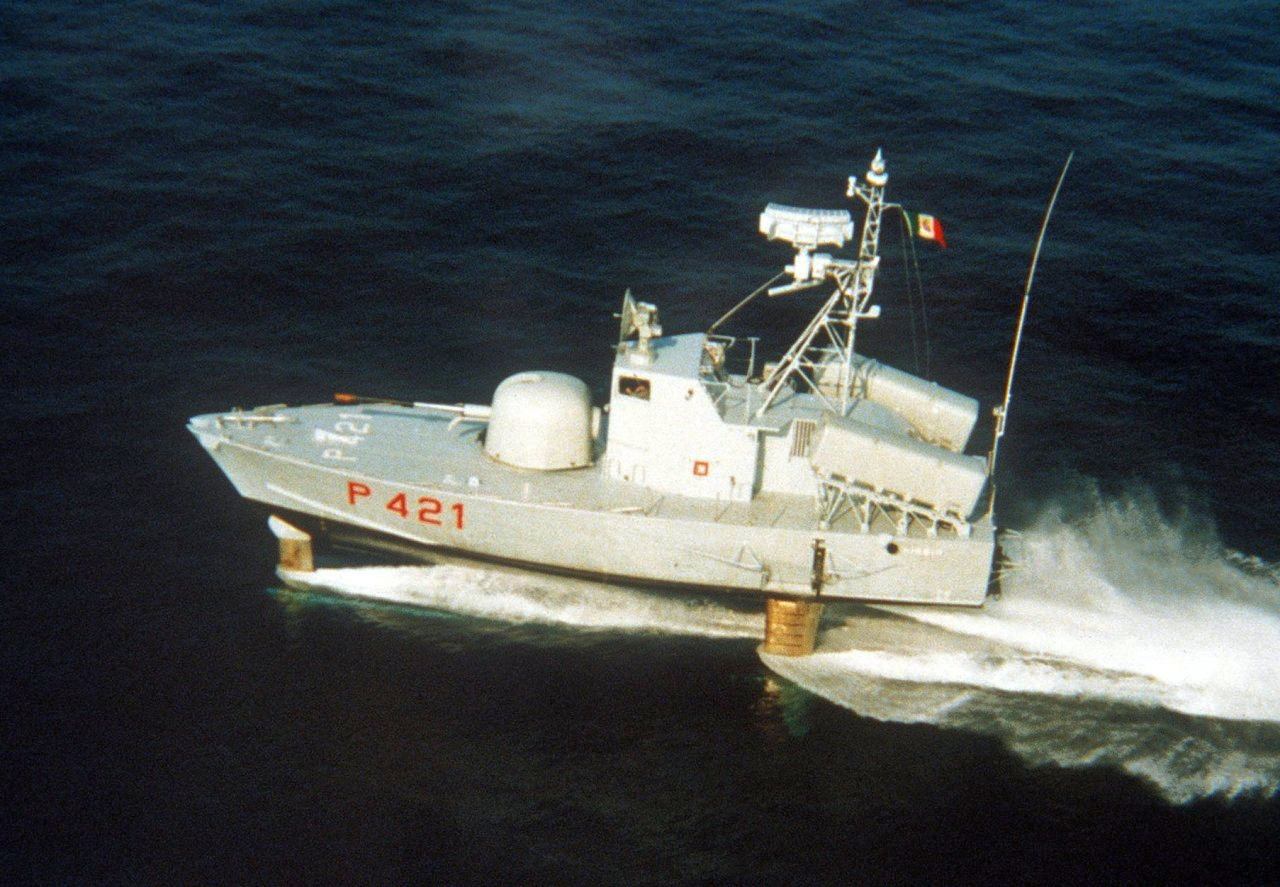
El Nibbio, un hidroala militar de la Marina Militare Italiana.

Por varios años Hidroalas sirvieron como unión entre las costas de Uruguay y Argentina bajo las empresas Aliscafos Belt S.A y Aliscafos Alimar, dichas empresas inciiarón cada una con 3 vehículos en la década de 1960 pero tras varias expansiónes y perdidas las dos empresas se fusionaron en 1986 unificando una flota de 6 hidronaves de aproximadamente 20 años de edad y operando bajo el nombre comercial "Aliscafos Puente Fluvial" y la identidad legal de Belt S.A aunque en 1994 sería absorbido por la empresa Buquebus (Los Cipreses S.A), operadora de una más moderna flota de catamaranes mantendiendo el nombre Aliscafos Puente Fluvial en los restantes vehículos que dejarón de prestar servicios en 1996

### Usos militares
El hidroala es un difícil enemigo en combate puesto que supera en velocidad a sus rivales y supone un difícil objetivo para los torpedos y misiles. Esta característica ha sido aprovechada con fines militares, empleándose los hidroalas como lanchas de patrulla costera o bien como destructores.
La marina militar estadounidense operó hidroalas de combate de la clase Pegasus, entre 1977 y 1993. Estos hidroalas eran rápidos y estaban tan bien armados que eran capaces de enfrentarse y hundir prácticamente cualquier barco enemigo de superficie, a excepción de los más grandes. También desempeñaron labores en la lucha contra el narcotráfico, convirtiéndose en una auténtica pesadilla para los traficantes por su velocidad y su armamento.
La marina militar italiana dispuso  de hidroalas de la clase Sparviero en 1973. Posteriormente, entre 1977 y 1984 ha utilizado seis hidroalas de la clase Nibbio, dotados de un cañón de 76 mm y dos lanzamisiles, capaces de alcanzar una velocidad superior a los 50 nudos. Sin embargo, las malas condiciones marineras de este tipo de barcos en tormentas (la altura de las olas no puede superar la distancia entre la quilla y las alas) y el cambio en los objetivos estratégicos de la marina motivaron que a partir de 1990 sustituyera los hidroalas por otros barcos más convencionales.